# Бубанза
Бубанза (рунди Bubanza) — город на северо-западе Бурунди, административный центр одноимённой провинции.

## Географическое положение
Город находится в центральной части провинции, к северу от реки Мпанда, на высоте 1200 метров над уровнем моря, на расстоянии приблизительно 26 километров к северу от Бужумбуры, крупнейшего города страны.

## Население
По данным переписи 1991 года численность населения Бубанзы составляла 2945 человек.
Динамика численности населения города по годам:
| 1991 | 2008   |
| ---- | ------ |
| 2945 | 20 031 |

## Транспорт
Ближайший аэропорт — Международный аэропорт Бужумбуры.